# Булят, Юрица
Ю́рица Бу́лят (хорв. Jurica Buljat; 19 сентября 1986, Задар, СФРЮ) — хорватский футболист, защитник клуба «Интер» (Запрешич). Выступал за сборную Хорватии.

## Клубная карьера
Булят начинал свою карьеру в родном городе Задар, в клубе «Земунек». Затем перешёл в молодёжное отделение клуба «Задар», где в 2004 году дослужился до основной команды. В первом сезоне Юрица вместе с «Задаром» финишировали на 12-м месте в Первой Лиге.
В 2005 году он перешёл в «Хайдук» из Сплита. Первый свой сезон за «Хайдук» Булят вместе с командой закончили на пятом месте. В сезоне 2006/07 клуб из Сплита занял второе место. После пятого места в сезоне 2007/08 и поражения в финале Кубка Хорватии от «Динамо» (Загреб), «Хайдук» в следующем году снова занял второе место и дошёл до финала кубка. В 2010 году Юрица всё-таки выиграл Кубок Хорватии, в финале переиграв «Шибеник».
В 2011 году Булят перешёл в «Маккаби» (Хайфа) из хорватского «Хайдук» за один миллион евро. В 2013 году вернулся в Хорватию и начал выступать за «Задар». После окончания сезона перешел немецкий «Энерги». В Германии провёл 24 матча и забил 1 гол. Осенью 2014 года опять вернулся в «Задар», а уже весной 2015 года перешёл в харьковский «Металлист». Но не смог закрепиться в основном составе и покинул команду по окончании сезона.
В начале 2016 года перешел в ташкентский «Бунёдкор» как свободный агент, и выступал за ташкентский клуб до конца сезона. «Бунёдкор» финишировал в конце сезона на втором месте, уступив чемпионство «Локомотиву». Был одним из основных центральных защитников клуба. В феврале 2017 года стал игроком другого ташкентского гранда «Пахтакора». Взял футболку под 30-м номером. Выступал Юрица Булят за «Пахтакора» пол сезона, и после смены руководства и покупки новых игроков был выставлен на трансфер.
20 июля 2017 года перешел в белорусский БАТЭ. Взял футболку под номером 6. Дебютировал в составе БАТЭ в матче Лиге чемпионов против пражской «Славии» 25 июля 2017 года.
14 марта 2018 года подписал краткосрочный контракт с болгарским «Локомотивом». По окончании сезона 2017/2018 покинул болгарский клуб.

## Национальная сборная
Булят выступал за молодёжные сборные Хорватии разных возрастов. 26 мая 2010 года дебютировал за национальную сборную в матче против сборной Эстонии. Главный тренер сборной Хорватии Славен Билич включил Булята в заявку на Евро-2012, который проходил в Польше и Украине.

## Достижения
«Хайдук»
- Обладатель Кубка Хорватии: 2009/10
- Серебряный призёр чемпионата Хорватии (4): 2006/07, 2008/09, 2009/10, 2010/11

БАТЭ
- Чемпион Белоруссии: 2017